# Les Lazarowitz
Les Lazarowitz (2 de outubro de 1941 – 6 de janeiro de 2017) foi uma sonoplasta estadunidense.

## Filmografia
- Raging Bull (1980)
- Tootsie (1982)